# Piotr Sienieński
Piotr Sienieński, lub Piotr Oleski z Sienna herbu Dębno (zm. między 1506 – 1510) – polski szlachcic, właściciel części Oleska, prapradziad carowej Maryny Mniszchównej.

## Życiorys
Urodził się w rodzinie Jana z Sienna i Oleska, starosty sandomierskiego. Matką jego była Barbara Wątróbka, córka Klemensa ze Strzelec zwanego Wątróbką herbu Oksza (herb szlachecki), wdowa po Janie Kmicie z Wiśnicza zw. Tępym. Wraz ze swoimi braćmi używał nazwiska Oleski (od dóbr Olesko).
Miał czterech braci Dobiesława, Zygmunta, Jana, Pawła Sienieńskiego. Jego rodzina stała się jedną ze znamienitszych na południowo-wschodnich Kresach I Rzeczypospolitej. Jego żoną była Katarzyna z Buczackich (Mużyłów) h. Habdank. Z nią miał córkę Jadwigę Sienieńską Kamieniecka, Ossolińska, (ur. 1558) z Oleska herbu Dębno. Hetmanowa sprzedała swoją część Oleska Stanisławowi Żółkiewskiemu i zamieszkała z mężem Marcinem Kamienieckim na zamku w Odrzykoniu koło Krosna. 
W 1504 podążył ze skuteczną odsieczą zamkowi w Zinkowie, zaatakowanemu przez kilksusetosobowy oddział Mołdawian, zamierzających porwać stamtąd pretendenta do mołdawskiego tronu, Piotra. 
Był prapradziadkiem carowej Maryny Mniszchównej oraz bratankiem Jakuba z Sienna, arcybiskupa gnieźnieńskiego i prymasa Polski.
Z czterech braci Jana Sienieńskiego dwóch zostało duchownymi; Dobiesław Sienieński (zm. po 1477) był kanonikiem gnieźnieńskim oraz dziekanem kieleckim i radomskim, Zygmunt Sienieński (zm. ok. 1500) był kanonikiem krakowskim i archidiakonem zawichojskim. Trzeci brat Paweł Sienieński z Oleska, Sienna i Złoczowa (zm. przed 1498) był podkomorzym lwowskim, czwarty brat Jan Sienieński (Oleski) (zm. między 1510–1513) był kasztelanem małogoskim i podkomorzym sandomierskim.
Wańko Łahodowski z Pohorelec i Stanimirza herbu Korczak, w 1475 dziedzic części Miryszczowa, w 1494 wraz ze żoną Anną sprzedali Jasionów pod Oleskiem Piotrowi Oleskiemu za 300 grzywien.

## Wywód genealogiczny
| 4. [Jan Głowacz Oleśnicki]          |  |                                                 |  |  |                     |
|                                     |  | 2. Jan z Sienna i Oleska, starosta sandomierski |  |  |                     |
| 5.                                  |  |                                                 |  |  |                     |
|                                     |  |                                                 |  |  | 1. Piotr Sienieński |
| 6. Klemens ze Strzelec zw. Wątróbka |  |                                                 |  |  |                     |
|                                     |  | 3. Barbara Wątróbka                             |  |  |                     |
| 7. Elżbieta z Marchocic             |  |                                                 |  |  |                     |
|                                     |  |                                                 |  |  |                     |